# Crveno jezero
Crveno jezero este o arie protejată (sit de importanță comunitară — SCI) din Croația întinsă pe o suprafață de 13,79 ha, integral pe uscat.

## Localizare
Centrul sitului Crveno jezero este situat la coordonatele 43°27′20″N 17°11′57″E / 43.45569°N 17.19909°E.

## Înființare
Situl Crveno jezero a fost declarat sit de importanță comunitară în iulie 2013 pentru a proteja 2 specii de animale.

## Biodiversitate
Situată în ecoregiunea mediteraneană, aria protejată conține 1 habitat natural: Peșteri inaccesibile publicului.
La baza desemnării sitului se află mai multe specii protejate:
- mamifere (1): liliacul mare cu potcoavă (Rhinolophus ferrumequinum)
- pești (1): Phoxinellus spp.